# Der Apfelbaum des Königs
Der Apfelbaum des Königs ist ein Volksmärchen (AaTh 301A + 300), das im griechischen, mazedonischen, bulgarischen, maltesischen, portugiesischen und polnischen Sprachraum bekannt ist.

## Handlung
Ein König hatte einen Apfelbaum von dessen Früchten er aber nie kosten konnte, da sie stets verschwanden. Da beschlossen seine drei Söhne, einer nach dem anderen, den Apfelbaum zu bewachen, doch nur der Jüngste fand den Mut auf das, stets um Mitternacht eintreffende, Äpfel stehlende Ungeheuer einen Pfeil abzuschießen. Am nächsten Morgen nahmen die drei Brüder die Spur des blutenden Ungetüms auf, die an einem Brunnen endete. Der Jüngste ließ sich sogleich mit einem Strick hinab, fand das Ungeheuer und erschoss es mit seinem Bogen. Als er sich umschaute gewahrte er ein Mädchen, das das Ungeheuer gefangen gehalten hatte, also ließ er die Befreite von seinen Brüdern nach oben ziehen, die sich dann jedoch dazu entschieden ihn im Brunnen zu lassen, um mit dem Mädchen und ohne ihren Bruder den Heimweg anzutreten.
Allein im Brunnen, mit drei Gewänder enthaltenden Haselnüssen im Gepäck, die ihm das Mädchen gegeben hatte sowie auch deren Rat, den kommenden weißen Schafsbock zu ergreifen, erschien dieser prompt, zusammen mit einem schwarzen Artgenossen und sie fingen an sich umeinander zu drehen. Der Jüngling stürzte sich auf sie, versuchte den Weißen zu greifen, erwischte aber den Schwarzen, woraufhin er sich in der Unterwelt befand. Dort erfuhr er, dass die Tochter des Königs einem Ungeheuer zum Fraße vorgeworfen werden soll, also begab er sich zum Futterplatz, erschoss das hungrige Ungetüm und befreite die Königstochter. Nachdem er dem Ungeheuer die sieben Zungen abgeschnitten hatte, zog er von dannen, jedoch heftete ihm die Befreite noch ein Zeichen ans Gewand.
Einige Tage später verkündete der König, dass derjenige, der seine Tochter befreit hatte, sein Schwiegersohn werden solle, woraufhin sich ein Hirt der Ruhmestat schmückte, um die Ehre zu empfangen. Während des Hochzeitsfestes gelang es diesem aber nicht den Sack mit den sieben Zungen aufzuheben, den zu holen er als Beweis für seine Tat aufgetragen bekam, wodurch er, der Lüge überführt, in Stücke zerhackt wurde. Die Königstochter erkannte dann anhand des Zeichens den Jüngling als ihren Erretter. Diesem jedoch hing das Herz an dem in dem Brunnen befreiten Mädchen, also lehnte er die Heirat ab.
Zu einer späteren Zeit rettete er die Jungen eines Adlerpaars, die er mit seinem Bogen vor einer Schlange bewahrte. Aus Dank wurde er zurück in die Oberwelt gebracht, wo er in die Dienste eines Schneiders trat. Da begab es sich, dass der König, der Vater des Jünglings, das aus dem Brunnen gerettete Mädchen, das eine Prinzessin war, heiraten wollte. Diese jedoch verlangte erst ein Kleid von ihm auf dem die Sonne, der Mond und der Himmel mit den Sternen zu sehen ist. Den Auftrag dafür bekam der Schneider, der sich nicht zu helfen wusste, doch sein Lehrling, der Jüngling, zog das Kleid aus einer der drei Haselnüsse sowie auch die beiden in der Folge verlangten Gewänder mit dem Meer und den Fischen sowie der Erde und den Blumen. Alsbald kam heraus, dass die drei Kleider von dem Jüngling stammten, der dann, vor den König getreten, von seinem Vater wiedererkannt wurde, die Prinzessin zur Frau bekam und den Thron bestieg.

## Versionen
Diese Version stammt aus der Sammlung von P. Makris aus Bithynien (1892), die im Laographischen Archiv der Akademie Athen hinterlegt ist und erhielt im Deutschen den Titel Der Apfelbaum des Königs. In einer weiteren griechischen Version aus Paul Kretschmers Neugriechische Märchen (Jena 1941) bezwingt der Jüngste im Schloss unter dem Brunnen einen Drachen aus dessen Fängen er drei Prinzessinnen befreit. In der Unterwelt erschlägt er dann erst eine zwölfköpfige Schlange, um die dortige Prinzessin zu befreien und nachdem sich ein Mohr die Tat zugeschrieben hat sowie überführt wird, eine achtzehnköpfige Schlange, die die Adlerjungen fressen will. Im Deutschen trägt sie den Titel Der Goldäpfelbaum und die Höllenfahrt. Selbige Version aus Syra mit gleichem deutschen Titel findet sich auch in Johann Georg von Hahns Griechische und Albanesische Märchen (Leipzig 1864). Eine bulgarische Version von St. Kostov und D. Mišev, in der Drachen besiegt werden müssen, wurde mit Die drei Brüder und der goldene Apfel übersetzt. Marko Kostov Cepenkovs mazedonische Version, die aus seinem Werk Makedonski narodni prikazni (Band I, S. 251, Nr. 39) stammt und von dessen Sohn Spase M. Cepenkov erzählt wurde, erhielt im Deutschen den Titel Die drei Brüder, von denen der jüngste ein Nichtsnutz war, und die Drachen.
Eine ähnliche, kürzere Version aus Malta berichtet von einem Jungen, der drei Schafe gegen Hunde eintauscht, wodurch er einen Drachen besiegen kann. Die Ruhmestat schreibt sich ein Türke zu, der jedoch überführt werden kann. Die Version stammt aus Hans Stummes Maltesische Märchen (Leipzig 1904, Nr. 34) und bekam im Deutschen den Titel Der siebenköpfige Drache. Ähnliches geschieht in Francisco Adolfo Coelhos Die Schlange mit den sieben Köpfen aus dem Werk Contos populares portugueses. Coligidos por F Adolpho Coelho. (Band I, Nr. 49, Lissabon 1879), wobei Gott drei Hammel zu drei Hunden macht und ein Neger sich der Tat rühmt.
Kazimierz Władysław Wóycickis Volkssagen und Märchen aus Polen (Breslau 1920) erzählt von einer Hexe und einem bösen Zauberer, die in der Unterwelt getötet werden müssen sowie von einem guten Zauberer, der den jüngsten Bruder wieder in die Oberwelt bringt. Der deutsche Titel lautet Die drei Brüder.